# Szechuanoraptor
Szechuanoraptor là một chi khủng long, được Chure mô tả khoa học năm 2001.